# Thomas Hanmer
Thomas Hanmer (24 septembre 1677 – 7 mai 1746), 4e baronnet, est un homme politique britannique et éditeur. Au XXIe siècle, il est surtout connu comme l'un des premiers éditeurs des œuvres de William Shakespeare.

## Biographie
Hanmer est président de la Chambre des Communes du Royaume-Uni de 1714 à 1715.
Il est l'un des fondateurs et gouverneurs du Foundling Hospital, un organisme de charité établi à Londres en 1739 dans le but de venir en aide aux enfants abandonnés.
Le Shakespeare de Hanmer est publié à Oxford en 1744, il comprend environ 40 illustrations de Francis Hayman et de Hubert Gravelot. The Cambridge History of English and American Literature affirme que « l'impression et la reliure étaient superbes, ce qui provoqua une augmentation de son prix de vente à neuf guinées, alors que l'édition de Warburton s'élevait à 18 shillings, ».
L'édition de Hanmer, cependant, est composée d'une sélection de textes d'un recueil de Alexander Pope et Lewis Theobald, texte accompagné de ses conjectures, sans indication au lecteur de ce qui provenait de lui et ce qui était un texte emprunté. Pour cette raison, le travail de Hanmer est peu apprécié au XXIe siècle. Par exemple, The Oxford Shakespeare le qualifie, dans son William Shakespeare : A Textual Companion, ainsi : « l'un des pires du XVIIIe siècle ».
Par ailleurs, Hanmer est ridiculisé par Pope dans son Dunciad sous le nom de Montalto (Livre IV, 105ff.) et y réfère dans une note (IV 113) comme « une éminente personne qui se préparait à publier une édition très pompeuse d'un grand auteur, à son propre compte [emphase ajoutée dans le texte original], ».
Cependant, Hanmer a apporté quelques améliorations au texte de l'ouvrage, lesquelles ont été intégrées dans des éditions ultérieures.

### Traductions de
1. ↑  (en) « The print and binding were magnificent, and caused its value to rise to nine guineas, when Warburton’s edition was going for eighteen shillings »
2. ↑  (en) « An eminent person, who was about to publish a very pompous Edition of a great Author, at his own expense »